# Karl Ludwig Kahlbaum
Karl Ludwig Kahlbaum, född 29 december 1828 i Driesen, död 15 april 1899, var en tysk psykiater som utövade medicin i Wehlau och Königsberg innan han blev chef för mentalsjukhuset i Görlitz i Preussen 1867. Han blev kvar i Görlitz under resten av sitt liv.

## Forskning

### Klassifikation av psykiatriska diagnoser
Han är i första hand känd för den forskning han utförde i Görlitz med sin medarbetare Ewald Hecker rörande studier som utförts på unga psykotiska patienter. Kalhlbaum och Hecker var bland de första att beskriva och kategorisera psykiskt sjukas syndrom. De använde beskrivande termer som dystymi, cyklotymi, katatoni, paranoia och hebefreni i sina analyser. Genom att göra detta var de pionjärer i att tillämpa moderna kliniska metoder i studiet av mental hälsa. Den framstående psykiatern Emil Kraepelin såg deras arbete som ett framstående inflytande på sina studier av dementia praecox och bipolärt syndrom.
Kahlbaum beskrev det som idag kallas schizofreni som Jugendliche Irresein eller "ungdomligt vansinne", och betonade betydelsen av föräldrars uppfostran för att förhindra uppkomsten av detta tillstånd. 

### Katatoni
Han är dock mer känd för sin forskning om katatoni. I sin skrift Die Katatonie oder das Spannungsirresein karakteriserade han katatoni som en störning i motorisk funktionalitet som utgör en fas i en framskridande sjukdom som omfattar stadier av mani, depression och psykos som vanligen slutar i demens. 

#### Kahlbaums syndrom
Kahlbaums syndrom, som uppkallats efter Kahlbaum, är ett katatoniskt symptom som kännetecknas av ihållande och planlös upprepning av ord och meningar som är meningslösa eller betydelselösa.